# Ребенок Микола Михайлович
Мико́ла Миха́йлович Ребено́к (5 червня 1941 — 2 квітня 1999) — передовик сільського господарства Української РСР, ланковий колгоспу «Авангард» Чернігівського району Чернігівської області.
Герой Соціалістичної Праці (1972).

## Життєпис
Працював ланковим механізованої бригади з вирощування картоплі в колгоспі «Авангард» (с. Іванівка). Його механізована ланка вирощувала рекордні врожаї.
Обирався депутатом Чернігівської обласної ради (1985—1989), делегатом XXV з'їзду КПРС (1976), на ХХІ з'їзді ЛКСМУ (1970) обирався членом ЦК ЛКСМУ.

## Нагороди
- Золота медаль «Серп і Молот» Героя Соціалістичної Праці (1972).
- орден Леніна (1972).
- орден Жовтневої Революції (1977).
- орден Трудового Червоного Прапора (1971).
- орден «Знак Пошани» (1975).
- дві золотих медалі ВДНГ СРСР (1971, 1974).
- диплом Пошани ВДНГ (1973).